# Hyperaspis lewisii
Hyperaspis lewisii är en skalbaggsart som beskrevs av George Robert Crotch 1873. Hyperaspis lewisii ingår i släktet Hyperaspis och familjen nyckelpigor. Inga underarter finns listade i Catalogue of Life.